# Костюк, Григорий Силович
Григо́рий Си́лович Костю́к (23 ноября [5 декабря] 1899, Могильное, Подольская губерния — 25 января 1982, Киев) — украинский советский психолог. Профессор Киевского педагогического института (с 1935 г.), член-корреспондент Академии педагогических наук РСФСР (с. 1947 г.), действительный член АПН СССР (с 1967 г.). Директор научно-исследовательского института психологии УССР в период 1945—1973 гг. (ныне Институт психологии им. Г. С. Костюка АПН Украины).

## Биография
Григорий Силович Костюк родился на рубеже двух столетий в крестьянской семье. Способного подростка приняли на полный пансион в Коллегию Павла Галагана (среднее учебное заведение повышенного типа, действовавшее в Киеве с 1871 г.). Двадцатилетним юношей Г. С. Костюк начал свой трудовой путь учителем в родном селе. Он работал в школе — преподавал математику — и тогда, когда продолжал образование на философско-педагогическом факультете в Киевском высшем институте народного образования, который окончил в 1923 г. В конце 20-х гг. Григорий Силович становится заведующим экспериментальной школой Наркомпроса УССР. Одновременно он оканчивает аспирантуру по психологии, защищает выпускную работу, в которой обобщены наблюдения за умственным развитием учащихся, публикует ряд статей.
С 1930 г. Г. С. Костюк возглавляет кафедру психологии Киевского педагогического института и отдел психологии Украинского научно-исследовательского института педагогики. Работая много и увлечённо, он успешно сочетал педагогическую и организаторскую деятельность с теоретическими и экспериментальными исследованиями. В 1935 г. ему было присвоено звание профессора психологии.
Во время Великой Отечественной войны, находясь в эвакуации, Г. С. Костюк заведовал кафедрой педагогики и психологии педагогического института в Сталинграде. Переехав затем в Казахстан, он вёл преподавательскую работу в находившемся там в это время Объединённом украинском университете, а вернувшись в освобождённый Киев, стал трудиться на тех же должностях, что и до войны.
В 1945 г. профессор Г. С. Костюк выступает инициатором создания НИИ психологии Наркомпроса (впоследствии — Минпроса) УССР (ныне — Институт психологии им. Г. С. Костюка НАПН Украины). На протяжении 27 лет Григорий Силович был директором этого учреждения, в основу деятельности которого была положена разработанная им программа.
Всё это время он вел интенсивную и плодотворную работу по организации психологических исследований, подготовке психологических кадров, продолжал преподавательскую деятельность в Киевском педагогическом институте им. А. М. Горького. В 1947 году Г. С. Костюк был избран членом-корреспондентом Академии педагогических наук РСФСР, а в 1967 году, когда академия была преобразована во всесоюзную, стал действительным членом. Его неоднократно избирали членом президиума АПН СССР, он состоял членом редколлегии журнала «Вопросы психологии», в течение многих лет возглавлял Украинское отделение Общества психологов СССР. Григорий Силович носил почётное звание «Заслуженный деятель науки УССР», был удостоен ордена Ленина, двух орденов Трудового Красного Знамени, других правительственных наград.
Скончался 25 января 1982 года. Похоронен в Киеве на Байковом кладбище.

## Научная деятельность
Начиная с 1924 года, Г. С. Костюком было опубликовано более 250 работ. Богатству их содержания сопутствует ясность изложения, широте эрудиции автора — глубокое проникновение в сущность изучаемых проблем, методологической четкости — нацеленность на решение актуальных практических задач, прежде всего относящихся к сфере народного образования. В аспирантуре он проводит исследование по проблеме умственного развития учащихся. Основываясь на анализе больших массивов данных, он, вопреки господствовавшим в то время взглядам, подвергает сомнению константность показателей интеллектуальных способностей ребёнка, раскрывает роль условий, в которых происходит психическое развитие.
В 30-е годы Г. С. Костюк становится одним из ведущих психологов Украины. В 1939 году вышел первый на Украине и один из первых в СССР вузовский учебник психологии, подготовленный им в соавторстве с П. Р. Чаматой и Л. А. Гордоном. Из 20 глав книги 16 были написаны Г. С. Костюком.
Г. С. Костюку была органически чужда профессиональная узость, он много сделал для укрепления связей психологии с социальной практикой и со смежными науками: педагогикой, физиологией и др. Его плодотворное сотрудничество с крупнейшим учёным в области кибернетики — академиком В. М. Глушковым, воплощено в совместных публикациях по проблемам программированного обучения и в организации в НИИ психологии УССР исследований психолого-кибернетического профиля. Их результатом стало создание ряда эффективных человеко-машинных систем, разработка для них языков программирования, обладающих свойством психологической естественности. Это исследование стало важным вкладом в формирование научных основ осуществляемых ныне работ по компьютеризации обучения.
Трактуемое весьма широко понятие задачи выступает в трудах Г. С. Костюка как эффективное средство психологического анализа. В работе по психологии понимания, опубликованной в 1950 году, он писал: «Понять новый объект — это решить некоторую, пусть маленькую познавательную задачу. Такую задачу ставит и перед учащимися каждый новый для них учебный материал (например, новая метафора, пословица, новый описательный или повествовательный текст, доказательство геометрической теоремы, объяснение некоторого природного явления или общественного события и т. п.)». В статье, напечатанной тремя десятилетиями позже, Г. С. Костюк характеризует учебные задачи как «структурные единицы учебного материала», дифференцирует их по ведущей роли тех или иных психологических процессов (разделяя их на мыслительные, перцептивные, мнемические, имажинативные), подчеркивает необходимость обеспечения центрального места мыслительных задач в структуре учения.
С особой настойчивостью Г. С. Костюк подчёркивал, что психическое развитие не сводится «к простому накоплению учебных приобретений». Оно «характеризуется качественными изменениями личности ребёнка в целом, знаменующими собой её прогрессирующее движение» от низших к высшим уровням, структурам психической деятельности. Что же касается количественных изменений психики, то они подготовляют качественные, но сами их не обеспечивают. Структурное совершенствование, составляющее содержание этих качественных изменений, раскрывалось Г. С. Костюком как диалектическое единство дифференциации психики и её интеграции, усложнения форм психической деятельности и их упрощения на основе процессов свертывания и стереотипизации, образования новых компонентов психики и перестройки существовавших ранее при их вхождении в новые структуры. Движущие силы психического развития Г. С. Костюк усматривал в характерных для субъекта внутренних противоречиях. К их числу он относил расхождение между возникшими у субъекта новыми потребностями и наличным уровнем овладения средствами их удовлетворения; несоответствие достигнутого субъектом уровня развития занимаемому им месту в системе общественных отношений, выполняемым им функциям; противоречие между тенденциями к инертности и устойчивости, стереотипизации, с одной стороны, и к подвижности, изменчивости, с другой. Педагогические воздействия, отмечал Г. С. Костюк, должны способствовать, с одной стороны, разрешению субъектом его внутренних противоречий в нужном для общества направлении и, с другой, возникновению новых внутренних противоречий, без которых невозможно дальнейшее развитие. «Воспитание, — писал он, — ставит перед личностью новые цели и задачи, которые осознаются и принимаются ею, становятся целями и задачами её собственной деятельности». Расхождения между ними и имеющимися у личности средствами их достижения «побуждают её к самодвижению».

## Основные труды
- Про генезис понятия числа у дітей // Науковi записки Ин-ту психології, 1949, т. 1;
- Нариси з iсторії вітчизняної психології (XVII—XVIII ст.) / Збірник ст.. К., 1952;
- Вопросы психологии мышления // Психологическая наука в СССР, т. 1. — М., 1959;
- Принцип развития в психологии // Методологические и теоретические проблемы психологии. — М., 1969.
- Навчально-виховний процес і психічний розвиток особистості. — Київ, 1989.
- Навчання i психічний розвиток учнів // Психологічна наука, вчитель, учень / За ред. В. I. Войтка. Київ, 1979.
- Костюк Г. С. Избр. психол. труды. — М., 1988.